# Achilles (Schiff, 1933)
HMNZS Achilles war ein neuseeländischer Leichter Kreuzer der Leander-Klasse im Zweiten Weltkrieg. Sie wurde vor allem durch das Gefecht mit dem deutschen Panzerschiff Admiral Graf Spee bekannt.
1948 wurde der Kreuzer an Indien abgegeben. Als Delhi blieb der Kreuzer, als letzter seiner Klasse, bis 1979 im Dienst der indischen Marine und wurde dann abgebrochen.

## Vor dem Krieg

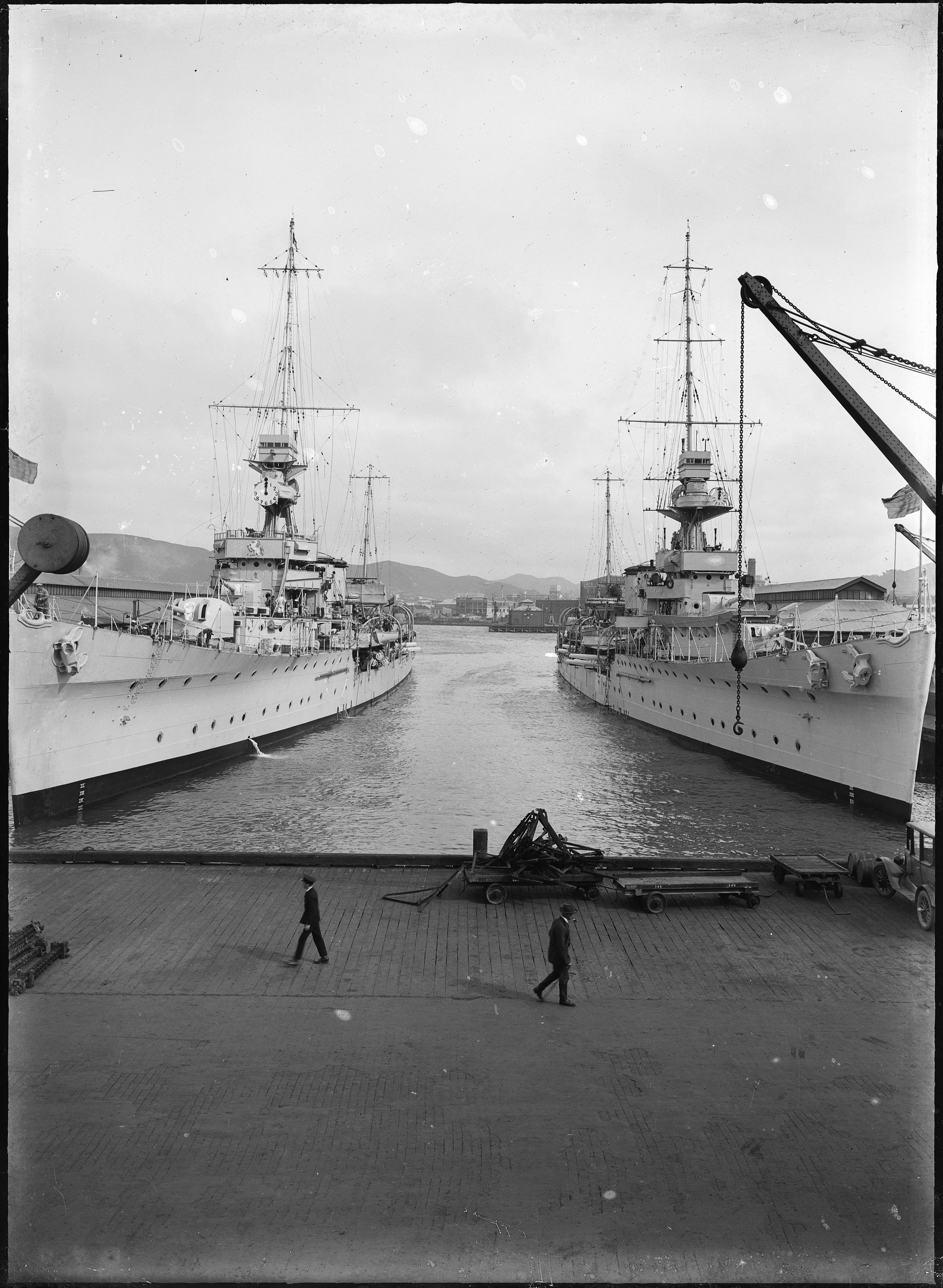
Diomede und Dunedin in Wellington

Die Achilles wurde von Cammel Laird in Birkenhead als zweites Schiff der neuen Leander-Klasse für die Royal Navy gebaut und lief am 1. September 1932 als HMS Achilles vom Stapel. Am 10. Oktober 1933 wurde der Kreuzer in Dienst gestellt und kam zur 2nd Cruiser Squadron der Home Fleet. 1935 beteiligte sich der Kreuzer am Silver Jubilee Review für König George V. und wurde ab November 1935 in Chatham Dockyard für den künftigen Einsatz in der New Zealand Division überholt. Nach Übernahme des neuseeländischen Teils der Besatzung des dort zuvor eingesetzten Kreuzers Diomede am 31. März 1936 wurde sie Teil der Neuseeland-Abteilung der Royal Navy und bei deren Gründung im September 1941 Teil der Royal New Zealand Navy. Die Besatzung bestand zu 60 % aus Neuseeländern.
Die Achilles verlegte nach Neuseeland durch das Mittelmeer, wo die neue Mannschaft ausgebildet wurde und die Mediterranean Fleet während der Abessinien-Krise verstärkte. Im September 1936 traf der Kreuzer in Neuseeland ein. Nach einer Kollision mit der Fähre TES Rangatira am 14. April 1938 musste der Kreuzer zur Reparatur zurück nach Portsmouth und verlegte im März 1939 wieder nach Neuseeland. Schon vor dem Ausbruch des Zweiten Weltkriegs war Neuseeland bereit, die dort stationierten Kreuzer der Royal Navy für den Kampf gegen das Deutsche Reich und das faschistische Italien zur Verfügung zu stellen und die neuseeländische Regierung bot den Abzug beider Kreuzer zum europäischen Kriegsschauplatz und deren Ablösung durch in der Reserve vorhandene ältere Leichter Kreuzer an.

## Zweiter Weltkrieg

### Südamerika
Nach den Diskussionen in der Spannungsphase vor dem Kriegsausbruch sollte die Achilles wieder unter das direkte  Kommando der Royal Navy treten und verließ Auckland schon am 29. August, um zur Nordamerika-/Westindien-Station zu treten. Das Schiff verblieb auf der Pazifikseite und suchte von Balboa, dem Hafen auf der Westseite des Panamakanals, nach deutschen Handelsschiffen an der südamerikanischen Westküste. Sie war das einzige Kriegsschiff einer Kriegspartei in diesem Seegebiet. Nach Auftanken in Valparaíso setzte die Achilles die Suche nach Süden fort. Es war nicht gelungen, ein deutsches Schiff zu stellen, die sich wohl gut über den Standort des feindlichen Kreuzers informierten. Auch auf dem Marsch wieder nach Norden blieb der Kreuzer erfolglos. Ab dem 30. September sicherte der Kreuzer dann den Passagierdampfer Orduna auf dem Weg von Buenaventura in Kolumbien nach  Callao in Peru.

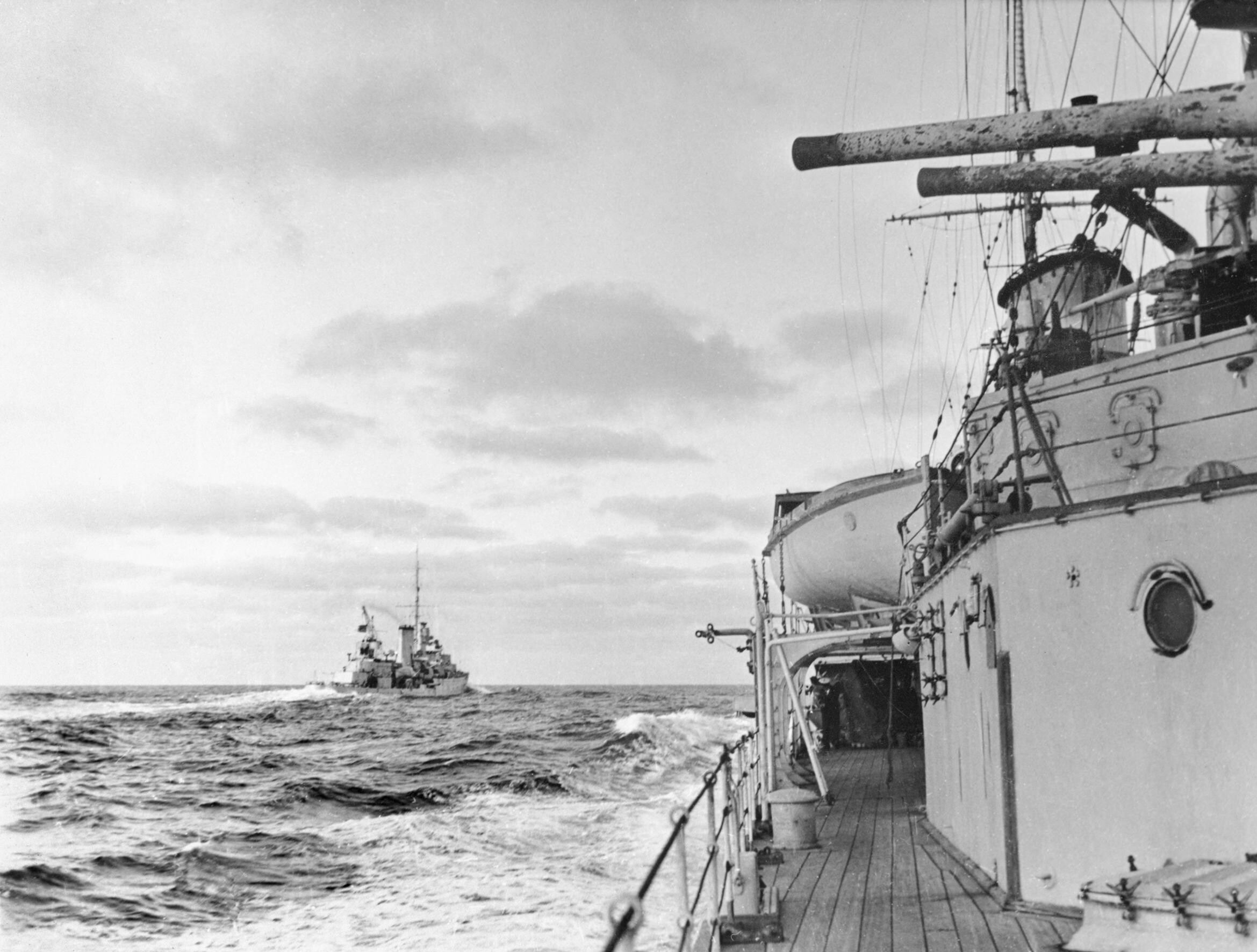
HMS Achilles von der HMS Ajax aus gesehen bei der Seeschlacht vor dem Río de la Plata

Am 5. Oktober wurde die Achilles zur  Force G im Südatlantik versetzt, eine der alliierten Suchgruppen nach dem deutschen Panzerschiff Admiral Graf Spee. Nach Überholungsarbeiten innerhalb der erlaubten Fristen verließ der Kreuzer Valparaiso am 10. und passierte am 19. die Magellanstrasse. Nach erneutem Auftanken verließ Achilles am 23. Port Stanley und traf am 26. auf die Exeter als erstes Schiff des neuen Verbandes. Ab dem 27. bildeten die beiden Kreuzer mit dem Schweren Kreuzer Cumberland einen Suchstreifen Richtung Norden. Im November führten Commodore Harwoods Kreuzer weitere Suchfahrten vor der südamerikanischen Ostküste in wechselnden Zusammensetzungen durch; die Achilles lief dabei im Rahmen der internationalen Bestimmungen kurzzeitig Rio de Janeiro und Recife an. Ab dem 10. Dezember 1939 bezog Harwood mit seinem Flaggschiff Ajax und der Achilles Position vor dem Río de la Plata, zu denen dann am 12. Dezember noch die Exeter stieß. Schon am 13. kam es dann zum Gefecht mit dem deutschen Panzerschiff Admiral Graf Spee Dabei fielen auf Achilles durch einen Nahtreffer vier Mann und es gab mehrere Verwundete, darunter der Kapitän William Edward Parry. Achilles folgte der Graf Spee, bis sie nach Montevideo einlief und zog sich von der Beobachtungsposition vor dem Hafen erst zurück, als das deutsche Panzerschiff sich am 17. selbst versenkte. Sie brachte dann Verwundete des Gefechts nach Port Stanley und überwachte ab dem 30. wieder den La Plata als Flaggschiff des Geschwaders.
Am 16. Januar 1940 verlegte der Kreuzer auf eine Position vor Rio de Janeiro, kehrte aber wieder zurück und besuchte am 29. Montevideo und inspizierte das Wrack der Graf Spee. Der Kreuzer ging dann nochmals nach Port Stanley und begann am 2. Februar von dort den Rückmarsch nach Neuseeland. Am 23. erreichte der Kreuzer Auckland, wo er vom Schwesterschiff Leander und unter großer Anteilnahme der Bevölkerung begrüßt wurde. Wieder der New Zealand Division zugeteilt, begannen dort die notwendigen Reparaturarbeiten, die im Juni abgeschlossen werden konnten.

### Pazifik
Die Beseitigung der Gefechtsschäden der Achilles in Auckland konnte im Juni 1940 abgeschlossen werden. Wieder im aktiven Dienst passierte der Kreuzer mehrfach deutsche Schiffe, ohne sie zu entdecken. Erstmals wohl schon in der Nacht des 13. Juni 1940 zusammen mit dem Hilfskreuzer HMS Hector bei der Rückkehr von einer Übungsfahrt nach Auckland, als der deutsche Hilfskreuzer Orion Minen am Eingang zum Hauraki Gulf legte. Ähnliche Ereignisse gab es dann 1941 am 1. März, als der Kreuzer an der Orion und ihrer Prise Ole Jacob sehr nah vorbeigelaufen sein muss und am 26. Juni 1941 östlich vom Cape Palliser, als der Kreuzer das Deutsche Hilfsschiff  Adjutant ex Walfänger Pol IX passierte, das in den vorangegangenen Nächten vor Lyttelton und Wellington Minen gelegt hatte und zurück zum  Hilfskreuzer Komet marschierte.
Nachdem Japan in den Krieg eingetreten war, eskortierte sie Truppentransporte z. T. zusammen mit dem Schwesterschiff Leander  und den australischen Kreuzern Australia, Canberra und Perth sowie dem amerikanischen Kreuzer Pensacola sowie dem frei-französischen Zerstörer Le Triomphant. Am 12. Februar gehörte der Kreuzer zu der neugebildeten ANZAC-Squadron   im südwestlichen Pazifik zusammen mit Leander, Australia, der amerikanischen Chicago sowie anfangs den US-Zerstörern Lamson und Perkins der Mahan-Klasse. Beim Einsatz von Trägern der US Navy im Südpazifik sicherte der Verband oft die Unterstützungseinheiten, wie Tanker, und ersetzte gelegentlich mit einzelnen Einheiten auch ausgefallene Kreuzer in den Kampfverbänden.  Dazu kamen Sicherungen von Truppentransporten ins Kampfgebiet.
Als die Japaner im Januar 1943 mit der Räumung von Guadalcanal begannen, bildete die Achilles mit den amerikanischen Kreuzern Honolulu, Columbia, Louisville und US-Zerstörern eine Deckungsgruppe für die leichteren Seestreitkräfte, die den japanischen Rückzug bekämpften. Nachdem diese Task Force 67 am 5. Januar 1943 Munda Island beschossen hatte und dann nahe der Südküste Guadalcanals patrouillierte, wurde sie von japanischen Bombern angegriffen. Achilles erhielt einen Bombentreffer auf dem hinteren erhöhten Turm, dessen Decke zerstört wurde. Dreizehn Mann wurden getötet, weitere acht wurden schwer verletzt. In Espiritu Santo erfolgten erste Notreparaturen durch das amerikanische Werkstattschiff Vestal (AR4, Bj. 1908), damit der Kreuzer nach Neuseeland zurücklaufen konnte.  Zurück in Neuseeland konnten die notwendigen Reparaturen auch dort nicht durchgeführt werden.
Am 19. Februar verließ der Kreuzer Neuseeland und lief über Bora Bora, Panama und Bermuda bis zum 22. März nach Portsmouth, wo die notwendigen auf der dortigen Marinewerft erfolgen sollten. Am 22. Juni kam es dann zu einer Explosion in einem leeren Treibstofftank, die weitere schwere Schäden am Rumpf des Schiffes verursachte und etliche Werftarbeiter tötete. Die Reparatur, die im  September 1943 beendet sein sollte, würde nun wahrscheinlich erst im Mai 1944 abgeschlossen werden können. Der beschädigte 152-mm-Doppelturm sollte nicht mehr ersetzt werden. Auch sollte die noch aus einzelnen 102-mm-Kanonen bestehende Flak-Bewaffnung durch moderne Zwillingsgeschütze ersetzt werden, wie sie alle Schwesterschiffe (meist schon vor Kriegsbeginn) erhalten hatten. Dazu sollte zusätzliche 20-mm-Oerlikons und eine moderne Radaranlage zur Luft- und Seeüberwachung und zur Feuerleitung installiert werden. Am 23. Mai 1944 übernahm die neuseeländische Marine das immer noch in Reparatur befindliche Schiff, das Portsmouth wegen der geplanten Invasion in der Normandie verlassen sollte. Schon auf dem Marsch nach Scapa Flow durch die Irische See am 2. Juni kam es zu Problemen, sodass der Kreuzer ab dem 3. in Greenock wieder in die Werft kam und die Werftarbeiten erst im Juli 1944 abgeschlossen werden konnten.

### Zur Eastern Fleet und wieder im Pazifik
Der Kreuzer sollte künftig bei der 4th Cruiser Squadron in der Eastern Fleet zum Einsatz kommen und verlegte ab dem 16. August 1944 nach Gibraltar. Am 19./20. transportierte er dann 300 Soldaten von Gibraltar nach Algier und lief dann weiter über Malta nach Alexandria. Am 30. August verließ das Schiff Alexandria, um zur Eastern Fleet zu verlegen. Der Brand in einem Kesselraum am 5. September erforderte weitere Reparaturen, die, nach einem Stopp in Bombay, ab dem 13. in Trincomalee erfolgten. Das immer noch nicht einsatzbereite Schiff wurde am 22. November der britischen Pazifikflotte bei ihrer Gründung zugeteilt. Ab dem 4. Dezember war sie Achilles dann wieder einsatzbereit. Am 9. Dezember verließ der Kreuzer mit britischen Geleitträgern und Zerstörern Colombo, um nach Australien zu verlegen. Am 16. verließ der Kreuzer diesen Verband und lief mit dem Kreuzer Swiftsure die australischen Häfen Fremantle und Hobart, wo der Jahreswechsel verbracht wurde, an. Ab dem 9. Januar sicherte der Kreuzer mit den Zerstörern Quiberon und Quickmatch drei in den Indischen Ozean laufende Truppentransporter, bis sie am 14. vom Schweren Kreuzer London abgelöst wurden und nach Australien zurückliefen. Dort übernahm der Kreuzer mit den Zerstörern am 21. die Sicherung der Rimutaka, mit dem der künftige Generalgouverneur,  Henry, Duke of Gloucester, der jüngere Bruder König Georgs, nach Sydney reiste. Am 27. erreichte der kleine Verband Sydney. Vom 31. bis zum 5. Februar 1945 verlegte der Kreuzer mit den Zerstörern Quadrant, Quality und Quickmatch sowie dem Schlachtschiff Howe mit dem Oberbefehlshaber der Britischen Pazifikflotte (BPF), Admiral Bruce Fraser, an Bord nach Auckland.
Die Achilles ging dort am 6. zur Überholung in die Marinewerft, wo die Flugabwehrbewaffnung weiter verstärkt wurde. Am 26. April konnte die Achilles dann nach Australien zur BPF verlegen. Am 2. Mai begann das Training mit den anderen Einheiten der Flotte und ab dem 11. verlegte der Kreuzer nach Manus, der vorgeschobenen Basis der BPF. Ab dem 23. Mai gehörte der Kreuzer zur Sicherung der Versorgungsgruppe der BPF vor Okinawa. Vom 12. bis 17. Juni war der Kreuzer dann Teilnehmer der Operation Inmate, dem Angriff einer britischen Kampfgruppe um den Träger Implacable gegen das von den Amerikanern, nach einem schweren Angriff am 17. und 18. Februar 1944, umgangene Truk. In der Nacht zum 15. Juni beschoss Achilles mit dem kanadischen Kreuzer Uganda und dem Zerstörer Tenacious die Insel Dublon des Atolls.
Achilles und die als Ersatz für die Leander in neuseeländischem Dienst stehende Gambia sicherte die Versorgungseinheiten der BPF während der Teilnahme an den Angriffen der US-Pazifik-Flotte im Juli und August auf die japanischen Hauptinseln. Mitte August ging Achilles mit anderen britischen Einheiten zurück zur vorgeschobenen Flottenbasis Manus Island und dann weiter nach Auckland, um dort Anfang September zur Routineüberholung ins Dock zugehen. Ab dem 22. September lief der Kreuzer wieder über Manus und dann Guam wieder nach Japan, wo sie vor Tokio beim Eintreffen am 6. Oktober 1945 die Gambia ablöste. Achilles besuchte noch etliche japanische Häfen bis zum 19. Januar 1946, als sie von Japan nach Hongkong verlegte. Nach vier Wochen in der Kronkolonie begann der Rückmarsch der Achilles über Subic Bay, Manus und Sydney nach Auckland, wo sie am 17. März eintraf. Der Kreuzer schied aus der British Pacific Fleet aus und machte im Mai und Juni noch eine Reise zu verschiedenen Häfen Neuseelands. Vom 17. Juli bis zum 10. September kehrte der Kreuzer von Auckland nach Großbritannien zurück, wo er zuerst Sheerness anlief. ER lief dann nach Chatham, wo er am 17. September 1946 außer Dienst gestellt wurde. Für einen künftigen Einsatz in der Royal Indian Navy als HMIS Delhi wurde der alte Kreuzer nochmals grundüberholt und umbewaffnet.

## Indische Marine
Am 17. September 1946 wurde die Achilles an die Royal Navy zurückgegeben. Sie wurde an die indische Marine verkauft und am 5. Juli 1948 als  Delhi wieder in Dienst gestellt. Diesen Namen behielt sie auch im unabhängigen Indien. Ihre erste Besuchsreise führte sie im Jahr 1948 nach Ostafrika, zu den Seychellen und nach Mauritius. Im Juni 1950 fuhr Premierminister Jawaharlal Nehru auf ihr zu einem Staatsbesuch nach Indonesien.
Während der Besetzung Goas am 18. Dezember 1961 versenkte die Delhi ein portugiesisches Schiff und zwang ein weiteres zur Selbstversenkung. Außerdem unterstützte sie die indische Armee durch Landbeschuss. Am Zweiten Indisch-Pakistanischen Krieg im September 1965 nahm sie nicht teil, weil sie zu dieser Zeit im Trockendock lag.
Im Oktober 1969 besuchte die Delhi Neuseeland und lief Auckland und Wellington.
Das Schiff blieb bis zum 30. Juli 1978 in Dienst und wurde danach zur Verschrottung verkauft. Einige Ausrüstungsteile des Kreuzers wurde an die Marine Neuseelands abgegeben, darunter der Y-Turm und der Director Control Tower.

## Heute
Der Turm Y wurde bei der Verschrottung entfernt und Neuseeland als Geschenk übergeben. Er ist am Eingang der Devonport Naval Base in Auckland ausgestellt. Der Verbleib der weiteren Türme ist unklar.

## Trivia
Im Jahr 1956 spielte die Achilles sich selbst in dem Film Panzerschiff Graf Spee.
Eine neuseeländische Antarktis-Expedition benannte den 2880 m hohen Mount Achilles in den Admiralitätsbergen nach dem Schiff.